# 小野新町駅
小野新町駅（おのにいまちえき）は、福島県田村郡小野町大字谷津作（やつざく）字平館（ひらたて）にある、東日本旅客鉄道（JR東日本）磐越東線の駅である。線内の拠点駅であり、郡山方面からの列車は大部分が当駅で折り返す。「おのしんまち」と読み間違えられる事がある。

## 歴史
- 1915年（大正4年）3月21日：平郡西線（当時）の三春駅から延伸した際に終着駅として開業[3][新聞 1]。
- 1917年（大正6年）10月10日：当駅から平郡東線（当時）小川郷駅までの区間が開業[3]。平（現・いわき）駅 - 当駅 - 郡山駅間が磐越東線となり、当駅もその所属の中間駅となる[3]。
- 1939年（昭和14年）2月1日：電報の取り扱いを開始[4]。
- 1963年（昭和38年）10月31日：電報の取り扱いを廃止[5]。
- 1981年（昭和56年）12月1日：貨物の取り扱いを廃止[6]。
- 1984年（昭和59年）2月1日：荷物扱い廃止[6]。
- 1987年（昭和62年）4月1日：国鉄分割民営化により、JR東日本の駅となる[3]。
- 2019年（令和元年）6月：無人駅管理業務を郡山駅に移管。自駅単独管理となる。
- 2021年（令和3年）2月1日：業務委託化[7]。
- 2023年（令和5年）8月31日：みどりの窓口の営業を終了[8]。
- 2024年（令和6年）10月1日：えきねっとQチケのサービスを開始[1][報道 1]。

## 駅構造
島式ホーム1面2線を有する地上駅である。駅舎とホームは地下通路で連絡している。木造駅舎を有する。
郡山駅が管理し、JR東日本東北総合サービスが受託する業務委託駅である。自動券売機が設置されている。

### のりば
| 番線 | 路線      | 方向 | 行先       |
| ---- | --------- | ---- | ---------- |
| 1・2 | ■磐越東線 | 下り | 郡山方面   |
| 1・2 | ■磐越東線 | 上り | いわき方面 |

- 夜間滞泊の設定がある。

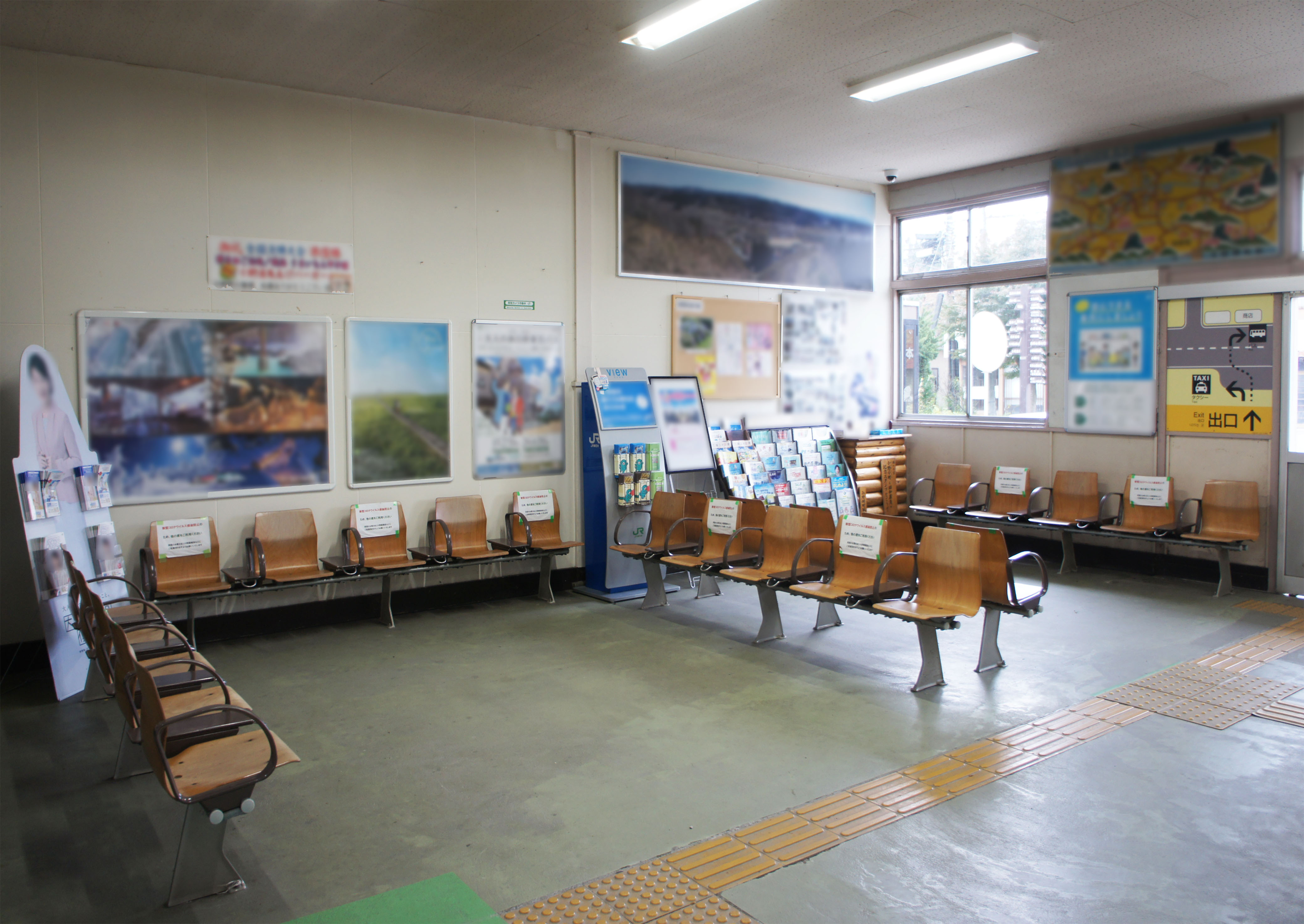
待合室（2021年10月）
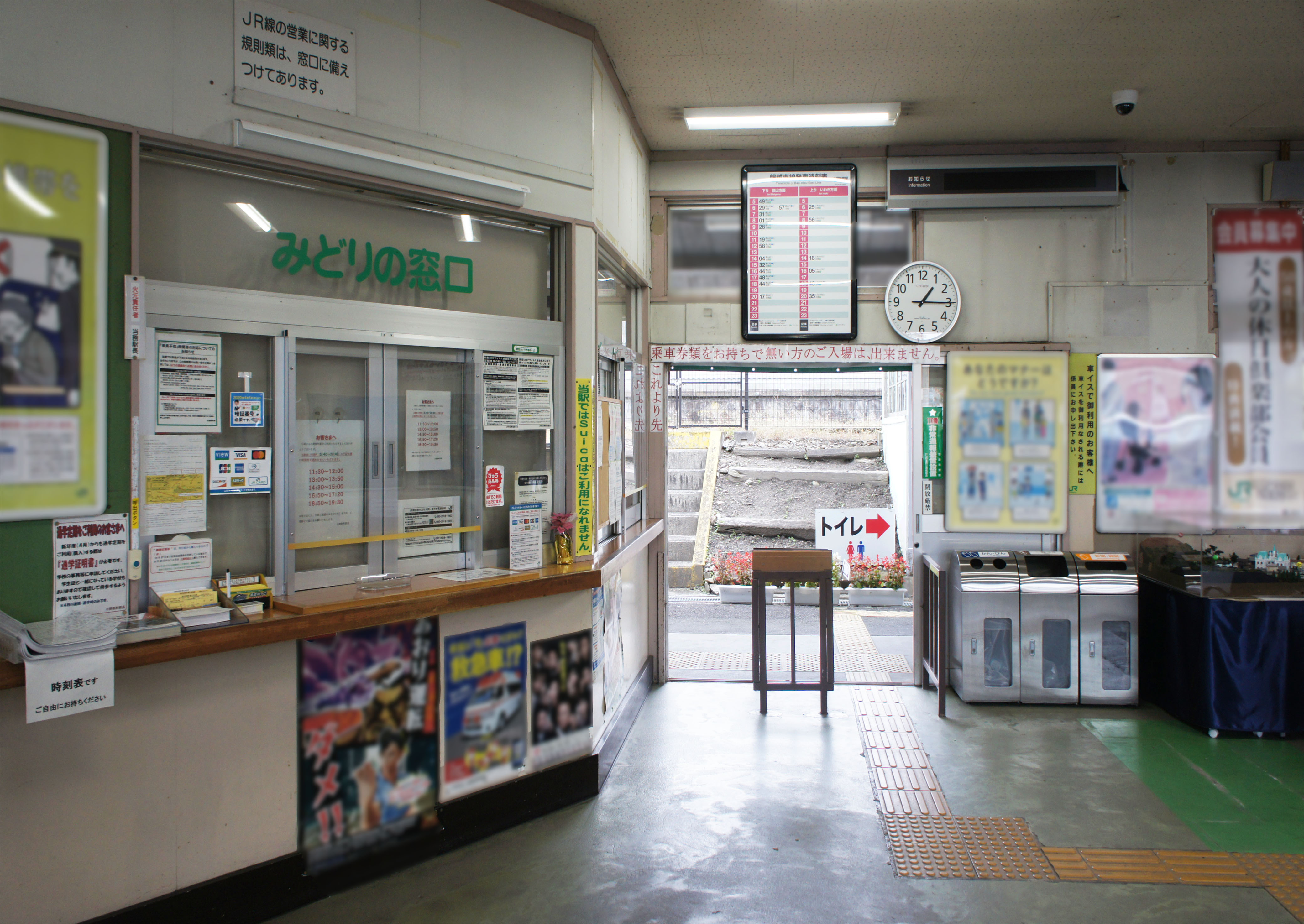
改札口（2021年10月）
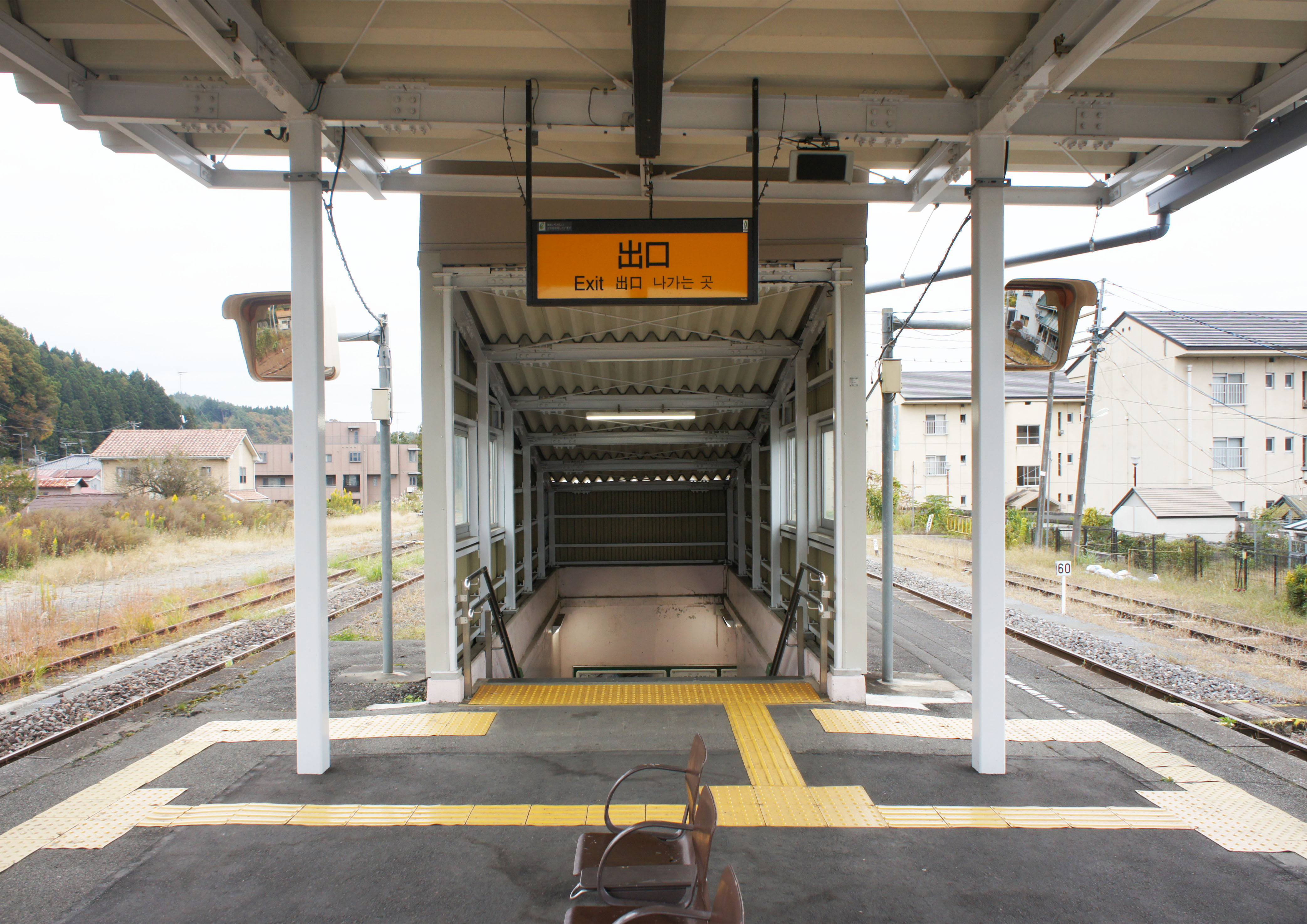
地下通路（2021年10月）
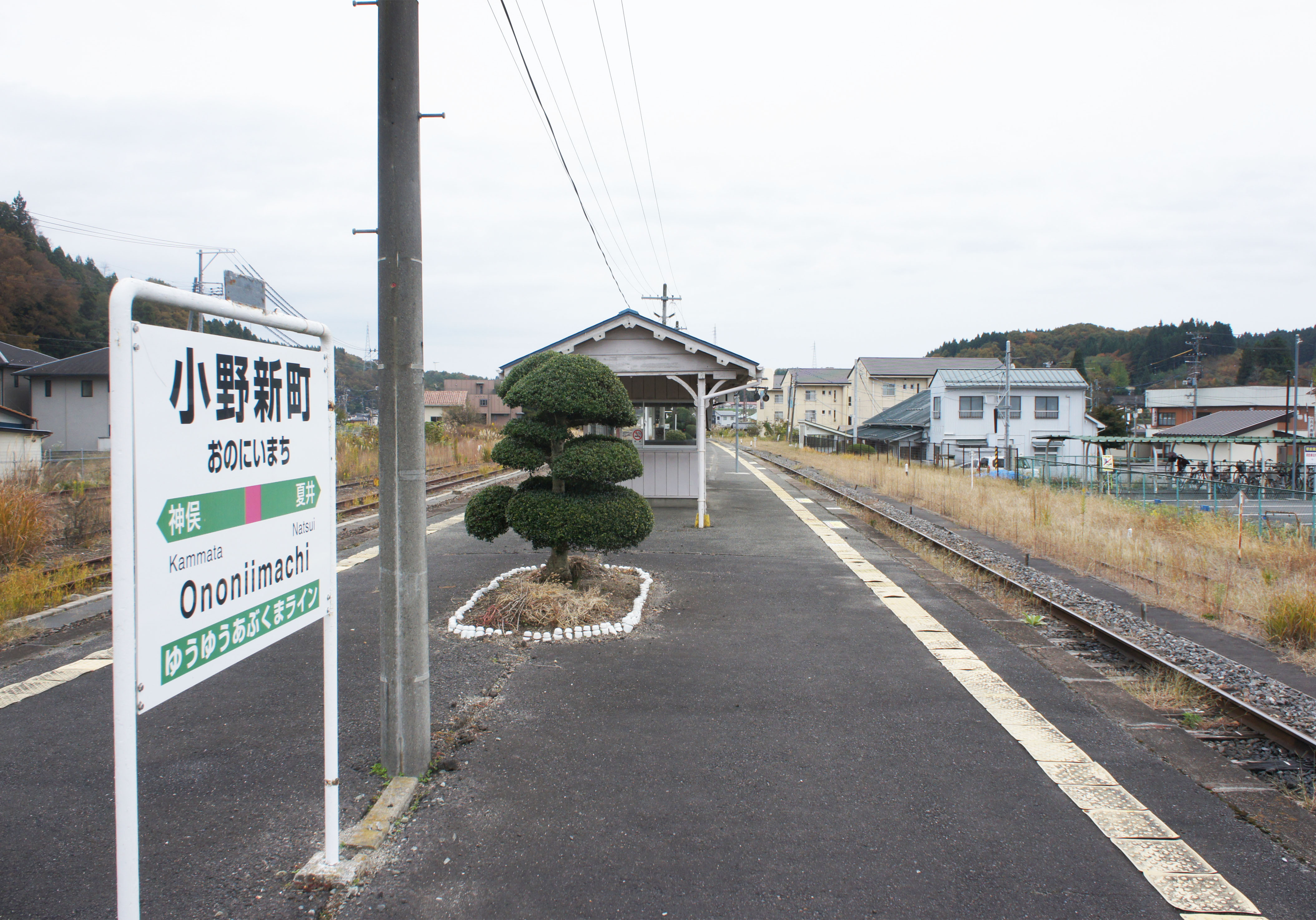
ホーム（2021年10月）

## 利用状況
JR東日本によると、2023年度（令和5年度）の1日平均乗車人員は281人である。
2000年度（平成12年度）以降の推移は以下のとおりである。
| 1日平均乗車人員推移 | 1日平均乗車人員推移 | 1日平均乗車人員推移 | 1日平均乗車人員推移 | 1日平均乗車人員推移 |
| 年度                | 定期外              | 定期                | 合計                | 出典                |
| ------------------- | ------------------- | ------------------- | ------------------- | ------------------- |
| 2000年（平成12年）  |                     |                     | 629                 | [ 利用客数 2 ]      |
| 2001年（平成13年）  |                     |                     | 594                 | [ 利用客数 3 ]      |
| 2002年（平成14年）  |                     |                     | 541                 | [ 利用客数 4 ]      |
| 2003年（平成15年）  |                     |                     | 520                 | [ 利用客数 5 ]      |
| 2004年（平成16年）  |                     |                     | 516                 | [ 利用客数 6 ]      |
| 2005年（平成17年）  |                     |                     | 530                 | [ 利用客数 7 ]      |
| 2006年（平成18年）  |                     |                     | 508                 | [ 利用客数 8 ]      |
| 2007年（平成19年）  |                     |                     | 520                 | [ 利用客数 9 ]      |
| 2008年（平成20年）  |                     |                     | 487                 | [ 利用客数 10 ]     |
| 2009年（平成21年）  |                     |                     | 481                 | [ 利用客数 11 ]     |
| 2010年（平成22年）  |                     |                     | 454                 | [ 利用客数 12 ]     |
| 2011年（平成23年）  |                     |                     | 453                 | [ 利用客数 13 ]     |
| 2012年（平成24年）  | 68                  | 356                 | 424                 | [ 利用客数 14 ]     |
| 2013年（平成25年）  | 70                  | 331                 | 401                 | [ 利用客数 15 ]     |
| 2014年（平成26年）  | 66                  | 316                 | 383                 | [ 利用客数 16 ]     |
| 2015年（平成27年）  | 62                  | 331                 | 394                 | [ 利用客数 17 ]     |
| 2016年（平成28年）  | 60                  | 347                 | 407                 | [ 利用客数 18 ]     |
| 2017年（平成29年）  | 61                  | 347                 | 408                 | [ 利用客数 19 ]     |
| 2018年（平成30年）  | 57                  | 333                 | 390                 | [ 利用客数 20 ]     |
| 2019年（令和元年）  | 50                  | 320                 | 371                 | [ 利用客数 21 ]     |
| 2020年（令和02年）  | 31                  | 263                 | 294                 | [ 利用客数 22 ]     |
| 2021年（令和03年）  | 33                  | 249                 | 283                 | [ 利用客数 23 ]     |
| 2022年（令和04年）  | 40                  | 237                 | 277                 | [ 利用客数 24 ]     |
| 2023年（令和05年）  | 45                  | 235                 | 281                 | [ 利用客数 1 ]      |

## 駅周辺

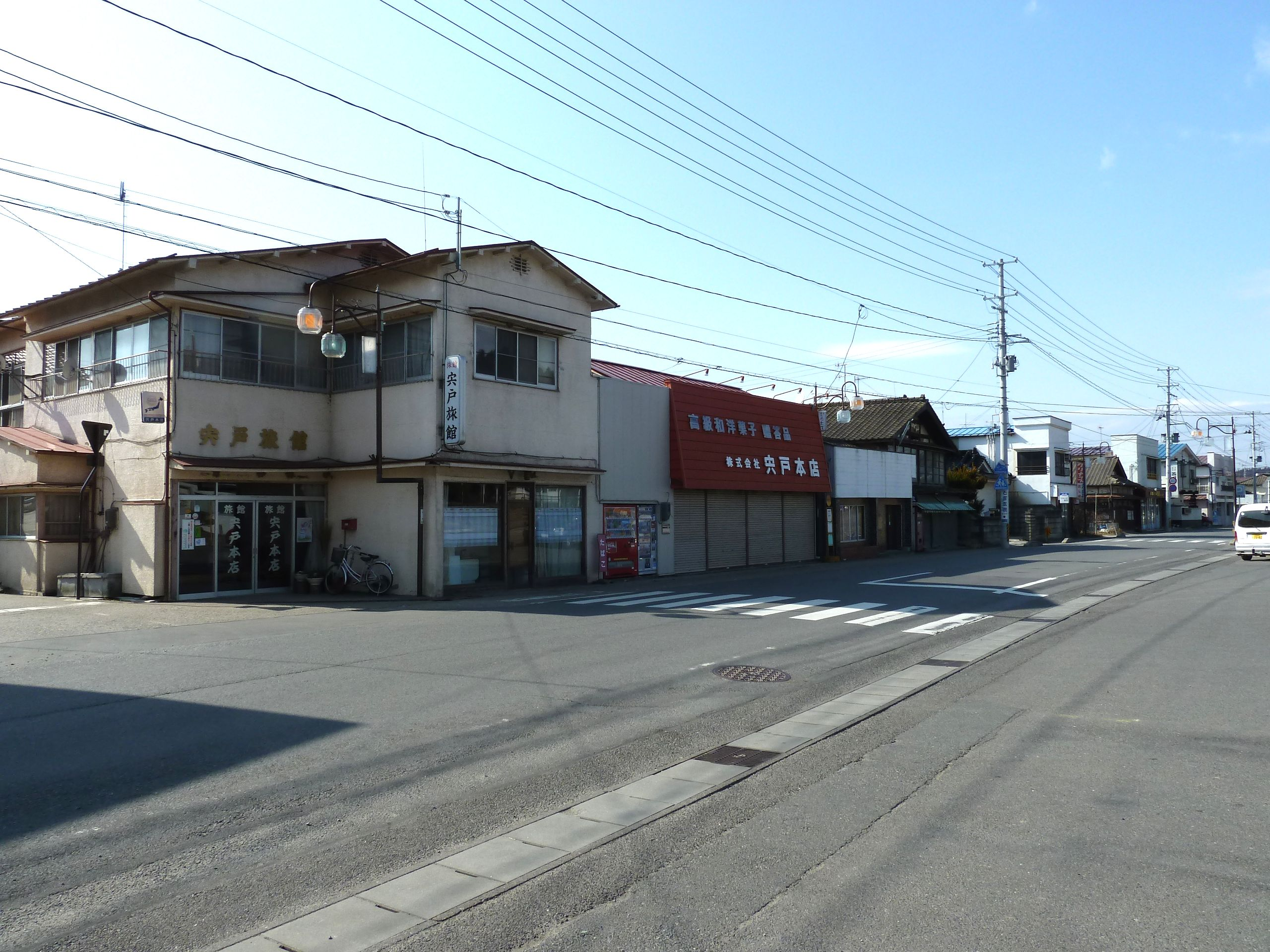
駅前（2011年2月）

- 小野町役場（駅から徒歩20分）
- 小町簡易郵便局
- 小町温泉[2]
- 夏井川
- ふるさと文化の館
- 福島交通小野出張所
- リカちゃんキャッスル[2]
- 国道349号
- 福島県道41号小野四倉線

## バス路線
駅周辺に「小野駅前」停留所があり、福島交通（郡山駅、磐城石川駅、小平方面）と新常磐交通（川内、上三坂方面）の路線が発着する。

## 隣の駅
東日本旅客鉄道（JR東日本）
■磐越東線
夏井駅 - 小野新町駅 - 神俣駅

### 記事本文

#### 報道発表資料
1. ↑  『Suicaエリア外もチケットレスで! 東北エリアから「えきねっとＱチケ」がはじまります』（PDF）（プレスリリース）東日本旅客鉄道、2024年7月11日。オリジナルの2024年7月11日時点におけるアーカイブ。2024年7月31日閲覧。

#### 新聞記事
1. 1 2 3  「開業100周年祝う JR磐越東線小野新町駅」『福島民報』福島民報社、2015年3月22日。

### 利用状況
1. 1 2  “各駅の乗車人員（2023年度）”.   東日本旅客鉄道. 2024年7月20日閲覧。
2. ↑  “各駅の乗車人員（2000年度）”.   東日本旅客鉄道. 2019年2月24日閲覧。
3. ↑  “各駅の乗車人員（2001年度）”.   東日本旅客鉄道. 2019年2月24日閲覧。
4. ↑  “各駅の乗車人員（2002年度）”.   東日本旅客鉄道. 2019年2月24日閲覧。
5. ↑  “各駅の乗車人員（2003年度）”.   東日本旅客鉄道. 2019年2月24日閲覧。
6. ↑  “各駅の乗車人員（2004年度）”.   東日本旅客鉄道. 2019年2月24日閲覧。
7. ↑  “各駅の乗車人員（2005年度）”.   東日本旅客鉄道. 2019年2月24日閲覧。
8. ↑  “各駅の乗車人員（2006年度）”.   東日本旅客鉄道. 2019年2月24日閲覧。
9. ↑  “各駅の乗車人員（2007年度）”.   東日本旅客鉄道. 2019年2月24日閲覧。
10. ↑  “各駅の乗車人員（2008年度）”.   東日本旅客鉄道. 2019年2月24日閲覧。
11. ↑  “各駅の乗車人員（2009年度）”.   東日本旅客鉄道. 2019年2月24日閲覧。
12. ↑  “各駅の乗車人員（2010年度）”.   東日本旅客鉄道. 2019年2月24日閲覧。
13. ↑  “各駅の乗車人員（2011年度）”.   東日本旅客鉄道. 2019年2月24日閲覧。
14. ↑  “各駅の乗車人員（2012年度）”.   東日本旅客鉄道. 2019年2月24日閲覧。
15. ↑  “各駅の乗車人員（2013年度）”.   東日本旅客鉄道. 2019年2月24日閲覧。
16. ↑  “各駅の乗車人員（2014年度）”.   東日本旅客鉄道. 2019年2月24日閲覧。
17. ↑  “各駅の乗車人員（2015年度）”.   東日本旅客鉄道. 2019年2月24日閲覧。
18. ↑  “各駅の乗車人員（2016年度）”.   東日本旅客鉄道. 2019年2月24日閲覧。
19. ↑  “各駅の乗車人員（2017年度）”.   東日本旅客鉄道. 2019年2月24日閲覧。
20. ↑  “各駅の乗車人員（2018年度）”.   東日本旅客鉄道. 2019年7月21日閲覧。
21. ↑  “各駅の乗車人員（2019年度）”.   東日本旅客鉄道. 2020年7月18日閲覧。
22. ↑  “各駅の乗車人員（2020年度）”.   東日本旅客鉄道. 2021年7月30日閲覧。
23. ↑  “各駅の乗車人員（2021年度）”.   東日本旅客鉄道. 2022年8月13日閲覧。
24. ↑  “各駅の乗車人員（2022年度）”.   東日本旅客鉄道. 2023年7月12日閲覧。